# Le Vélo
Le Vélo è stato un quotidiano sportivo francese pubblicato tra il 1892 ed il 1904.
Questo, nonostante il titolo possa richiamare il ciclismo (vélo in francese significa bicicletta), era un quotidiano multi-sportivo, stampato su carta di color verde, pubblicato per la prima volta il 1º dicembre 1892; cessò la sua produzione nel 1904, con l'avvento dell'Auto, giornale concorrente fondato nel 1900, a seguito della rivalità generata dall'affare Dreyfus.

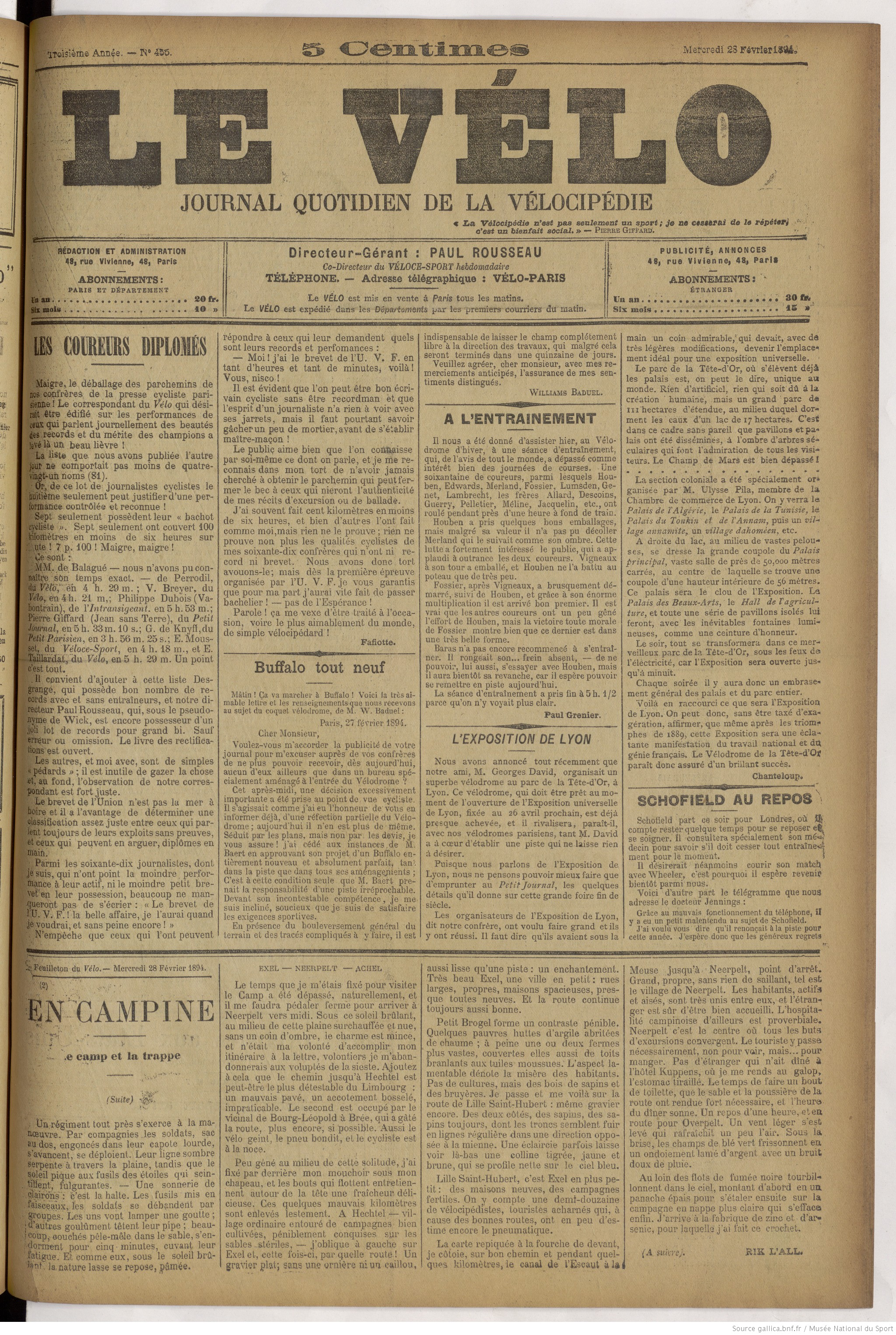
Prima pagina del 28 febbraio 1894.

Pierre Giffard, direttore del Vélo, era un dreyfusardo e aggiungeva all'interno degli articoli dei commenti politici; riteneva che Alfred Dreyfus fosse innocente e lo dichiarò apertamente, accollandosi così diverse contestazioni dai principali finanziatori e pubblicisti della rivista che erano anti-dreyfusardi, in particolare Jules-Albert De Dion, fondatore della casa automobilistica De Dion-Bouton. Questo portò a Henri Desgrange i mezzi necessari per creare nel 1900 L'Auto-Vélo, un nuovo quotidiano sportivo ufficialmente apolitico. 
Tra le due testate iniziò una feroce concorrenza che portò addirittura ad un processo. La proprietà del Le Vélo infatti denunciò L'Auto-Vélo per violazione di nome. La corte diede ragione alla parte querelante il 16 gennaio 1903 e L'Auto-Vélo dovette cambiare il nome in L'Auto. Con l'istituzione da parte dell'Auto del Tour de France a partire dall'estate 1903, che assicurò l'egemonia nel mercato sportivo quotidiano francese. Questo portò l'anno successivo alla chiusura del Vélo, il cui ultimo numero uscì il 20 novembre 1894.